# Ljungstorp och Jägersbo
Ljungstorp och Jägersbo är en tidigare tätort i Höörs kommun i Skåne län. Tätorten omfattade bebyggelse i Ljungstorp och Jägersbo. Vid 2015 års tätortsavgränsning hade bebyggelsen vuxit samman med Höörs tätort.

## Befolkningsutveckling
| Befolkningsutvecklingen i Ljungstorp och Jägersbo 1990–2010    | Befolkningsutvecklingen i Ljungstorp och Jägersbo 1990–2010 | Befolkningsutvecklingen i Ljungstorp och Jägersbo 1990–2010 | Befolkningsutvecklingen i Ljungstorp och Jägersbo 1990–2010 | Befolkningsutvecklingen i Ljungstorp och Jägersbo 1990–2010 |
| -------------------------------------------------------------- | ----------------------------------------------------------- | ----------------------------------------------------------- | ----------------------------------------------------------- | ----------------------------------------------------------- |
|                                                                |                                                             |                                                             |                                                             |                                                             |
| År                                                             |                                                             |                                                             | Folkmängd                                                   | Areal (ha)                                                  |
| 1990                                                           | 1990                                                        |                                                             | 288                                                         | 55#                                                         |
| 1995                                                           | 1995                                                        |                                                             | 336                                                         | 60                                                          |
| 2000                                                           | 2000                                                        |                                                             | 340                                                         | 61                                                          |
| 2005                                                           | 2005                                                        |                                                             | 384                                                         | 61                                                          |
| 2010                                                           | 2010                                                        |                                                             | 401                                                         | 61                                                          |
| Anm.: Ny tätort 1995. Sammanvuxen med Höör 2015. # Som småort. |                                                             |                                                             |                                                             |                                                             |

1990 avgränsade SCB en småort i området med benämningen Sätofta hed + Ljungstorp + Jägersbo. Sedan 1995 har området klassats som en tätort.

## Dansbanan i Jägersbo
Troligen bedrevs dans i Jägersbo redan på 1800-talet men de äldsta papperna som visar att det funnits en dansbana i Jägersbo är från 1901. Den har alltid drivits i privat regi. 
På 1930-talets byggdes tak över dansgolvet för att skydda det från regn. Vid denna tid började även andra orkestrar tas in än det egna husbandet. Innan bilismen slog igenom fanns även en speciell garderob där cyklar kunde lämnas in. På 1950-talet byggdes Jägersbo om till vinteranläggning och den då kontroversiella rockmusiken släpptes in. 1969 fattade nöjesarrangören Julius Malmström det kontroversiella beslutet att diskotek skulle startas i lokalerna, trots att 1970-talet skulle karaktäriseras av en dansbandsvåg.
Ägaren Jan Nilsson drev även Vägasked innan han sålde båda ställena till Ulrik Wittman. När Wittman på 1980-talet drev danspalatset i Jägersbo fanns där en central dansbana med orkester som omgärdades av två diskotek. På vintrarna besöktes det ofta av flera tusen personer varje helg, men på somrarna flyttade verksamheten till Vägasked. 
År 2012 meddelade ägaren Mathias Persson att nöjesrestaurangen och dansbanan skulle läggas ned året därpå för att ge plats åt en växande camping . Sista dansen hölls den 5 oktober 2013 med Grönwalls som orkester.